# Vingt-troisième circonscription de Paris de 1958 à 1986
De 1958 à 1986, la vingt-troisième circonscription législative de Paris recouvrait deux quartiers du 17e arrondissement de la capitale : une partie de la Plaine-de-Monceaux (à l'est des rues de Prony et de Courcelles) et une partie des Batignolles (à l'ouest des rues Nollet et Darcet). Cette délimitation s'est appliquée aux sept premières législatures de la Cinquième République française. De 1958 à 1967, elle se confond avec la 23e circonscription de la Seine.

## Députés élus
| Législature | Début de mandat | Fin de mandat  | Député élu        |  | Parti politique | Observations                                                       |
| ----------- | --------------- | -------------- | ----------------- |  | --------------- | ------------------------------------------------------------------ |
| Ire         | 9 décembre 1958 | 9 octobre 1962 | Guy Vaschetti     |  | UNR             | mandat écourté à la suite d'une dissolution du général de Gaulle   |
| IIe         | 6 décembre 1962 | 2 avril 1967   | Jean de Préaumont |  | UD-Ve           |                                                                    |
| IIIe        | 3 avril 1967    | 30 mai 1968    | Jean de Préaumont |  | UDR             | mandat écourté à la suite d'une dissolution du général de Gaulle   |
| IVe         | 11 juillet 1968 | 1er avril 1973 | Jean de Préaumont |  | UDR             |                                                                    |
| Ve          | 2 avril 1973    | 2 avril 1978   | Jean de Préaumont |  | UDR             |                                                                    |
| VIe         | 3 avril 1978    | 22 mai 1981    | Jean de Préaumont |  | RPR             | mandat écourté à la suite d'une dissolution de François Mitterrand |
| VIIe        | 2 juillet 1981  | 1er avril 1986 | Jean de Préaumont |  | RPR             |                                                                    |

En 1985, le président de la République François Mitterrand changea le mode de scrutin des députés en établissant le scrutin proportionnel par département. Le nombre de députés du département de Paris fut ramené de 31 à 21 et les circonscriptions furent supprimées au profit du département.

## Évolution de la circonscription
En 1986, la partie ouest de cette circonscription est jointe à une partie de l'ancienne vingt-deuxième circonscription pour former la nouvelle « seizième circonscription » et la partie est est intégrée à la nouvelle « dix-septième circonscription ».

### Élections de 1958
| Candidat       | Candidat            | Parti                     | Premier tour | Premier tour | Second tour | Second tour |  |
| Candidat       | Candidat            | Parti                     | Voix         | %            | Voix        | %           |  |
| -------------- | ------------------- | ------------------------- | ------------ | ------------ | ----------- | ----------- |  |
|                | Bernard Lafay       | CR                        | 15 118       | 38,44        | 15 475      | 40,81       |  |
|                | André-Yves Breton   | CNIP                      | 7 544        | 19,18        | 29          | 0,08        |  |
|                | Guy Vaschetti élu   | UNR                       | 7 461        | 18,97        | 17 397      | 45,88       |  |
|                | Pierre Durand       | PCF                       | 4 549        | 11,57        | 5 014       | 13,22       |  |
|                | Lucien Angot        | SFIO                      | 3 349        | 8,52         | Retrait     | Retrait     |  |
|                | Robert Hemmerdinger | Divers droite (Gaulliste) | 1 307        | 3,32         |             |             |  |
|                |                     |                           |              |              |             |             |  |
| Inscrits       | Inscrits            | Inscrits                  | 52 524       | 100,00       | 52 525      | 100,00      |  |
| Abstentions    | Abstentions         | Abstentions               | 12 174       | 23,18        | 13 650      | 25,99       |  |
| Votants        | Votants             | Votants                   | 40 350       | 76,82        | 38 875      | 74,01       |  |
| Blancs et nuls | Blancs et nuls      | Blancs et nuls            | 1 022        | 2,53         | 960         | 2,47        |  |
| Exprimés       | Exprimés            | Exprimés                  | 39 328       | 97,47        | 37 915      | 97,53       |  |

Le suppléant de Guy Vaschetti était Roger Postel.

### Élections de 1962
| Candidat       | Candidat              | Parti          | Premier tour | Premier tour | Second tour | Second tour |  |
| Candidat       | Candidat              | Parti          | Voix         | %            | Voix        | %           |  |
| -------------- | --------------------- | -------------- | ------------ | ------------ | ----------- | ----------- |  |
|                | Jean de Préaumont élu | UNR-UDT        | 13 717       | 42,83        | 17 583      | 54,34       |  |
|                | Guy Vaschetti sortant | Modérés        | 5 750        | 17,95        | 9 349       | 28,89       |  |
|                | Paul Faber            | CR             | 4 450        | 13,9         | Retrait     | Retrait     |  |
|                | Pierre Durand         | PCF            | 3 772        | 11,78        | 5 428       | 16,77       |  |
|                | Bernard Rouzet        | PSU            | 2 449        | 7,65         | Retrait     | Retrait     |  |
|                | Michel Poniatowski    | CNIP           | 1 887        | 5,89         | Retrait     | Retrait     |  |
|                |                       |                |              |              |             |             |  |
| Inscrits       | Inscrits              | Inscrits       | 47 867       | 100,00       | 47 867      | 100,00      |  |
| Abstentions    | Abstentions           | Abstentions    | 15 328       | 32,02        | 14 735      | 30,78       |  |
| Votants        | Votants               | Votants        | 32 539       | 67,98        | 33 132      | 69,22       |  |
| Blancs et nuls | Blancs et nuls        | Blancs et nuls | 514          | 1,58         | 772         | 2,33        |  |
| Exprimés       | Exprimés              | Exprimés       | 32 025       | 98,42        | 32 360      | 97,67       |  |

Pierre Chédor (1909-1997), cadre technico-commercial, ancien résistant, était le suppléant de Jean de Préaumont.

### Élections de 1967
| Candidat       | Candidat                        | Parti          | Premier tour | Premier tour | Second tour | Second tour |  |
| Candidat       | Candidat                        | Parti          | Voix         | %            | Voix        | %           |  |
| -------------- | ------------------------------- | -------------- | ------------ | ------------ | ----------- | ----------- |  |
|                | Jean de Préaumont sortant réélu | UD-Ve          | 15 917       | 46,33        | 17 001      | 51,68       |  |
|                | Paul Garson                     | CD (PDM)       | 8 821        | 25,67        | 6 786       | 20,63       |  |
|                | Évelyne Sullerot                | FGDS (CIR)     | 5 157        | 15,01        | 9 108       | 27,69       |  |
|                | Pierre Durand                   | PCF            | 4 463        | 12,99        | Retrait     | Retrait     |  |
|                |                                 |                |              |              |             |             |  |
| Inscrits       | Inscrits                        | Inscrits       | 44 199       | 100,00       | 44 201      | 100,00      |  |
| Abstentions    | Abstentions                     | Abstentions    | 9 316        | 21,08        | 10 884      | 24,62       |  |
| Votants        | Votants                         | Votants        | 34 883       | 78,92        | 33 317      | 75,38       |  |
| Blancs et nuls | Blancs et nuls                  | Blancs et nuls | 525          | 1,51         | 422         | 1,27        |  |
| Exprimés       | Exprimés                        | Exprimés       | 34 358       | 98,49        | 32 895      | 98,73       |  |

Pierre Chédor était suppléant de Jean de Préaumont.

### Élections de 1968
| Candidat       | Candidat                        | Parti          | Premier tour | Premier tour | Second tour | Second tour |  |
| Candidat       | Candidat                        | Parti          | Voix         | %            | Voix        | %           |  |
| -------------- | ------------------------------- | -------------- | ------------ | ------------ | ----------- | ----------- |  |
|                | Jean de Préaumont sortant réélu | UDR (URP)      | 15 769       | 48,32        | 16 105      | 56,55       |  |
|                | Paul Garson                     | CD (PDM)       | 8 754        | 26,82        | 12 374      | 43,45       |  |
|                | Pierre Durand                   | PCF            | 3 282        | 10,06        |             |             |  |
|                | Jean-François Rodary            | PSU            | 2 194        | 6,72         |             |             |  |
|                | Jean Pécoup                     | FGDS (SFIO)    | 1 800        | 5,52         |             |             |  |
|                | Georges de Lastelle             | TD             | 837          | 2,56         |             |             |  |
|                |                                 |                |              |              |             |             |  |
| Inscrits       | Inscrits                        | Inscrits       | 43 261       | 100,00       | 43 261      | 100,00      |  |
| Abstentions    | Abstentions                     | Abstentions    | 10 410       | 24,06        | 13 508      | 31,22       |  |
| Votants        | Votants                         | Votants        | 32 851       | 75,94        | 29 753      | 68,78       |  |
| Blancs et nuls | Blancs et nuls                  | Blancs et nuls | 215          | 0,65         | 1 274       | 4,28        |  |
| Exprimés       | Exprimés                        | Exprimés       | 32 636       | 99,35        | 28 479      | 95,72       |  |

Pierre Chédor était suppléant de Jean de Préaumont.

### Élections de 1973
| Candidat       | Candidat                        | Parti          | Premier tour | Premier tour | Second tour | Second tour |  |
| Candidat       | Candidat                        | Parti          | Voix         | %            | Voix        | %           |  |
| -------------- | ------------------------------- | -------------- | ------------ | ------------ | ----------- | ----------- |  |
|                | Jean de Préaumont sortant réélu | UDR (URP)      | 10 919       | 38,27        | 13 513      | 51,16       |  |
|                | Paul Garson                     | CNIP (MR)      | 7 467        | 26,17        | 12 899      | 48,84       |  |
|                | Gilles Guillaud                 | PS (UGSD)      | 3 718        | 13,03        |             |             |  |
|                | Pierre Ferri                    | Divers droite  | 2 365        | 8,29         |             |             |  |
|                | Pierre Durand                   | PCF            | 1 971        | 6,91         |             |             |  |
|                | Richard Leblay                  | PSU            | 976          | 3,42         |             |             |  |
|                | Jack Marchal                    | FN             | 706          | 2,47         |             |             |  |
|                | Robert Vasseur                  | LO             | 409          | 1,43         |             |             |  |
|                | G. Parreaux                     | Divers droite  | 1            | 0,00         |             |             |  |
|                |                                 |                |              |              |             |             |  |
| Inscrits       | Inscrits                        | Inscrits       | 38 519       | 100,00       | 38 553      | 100,00      |  |
| Abstentions    | Abstentions                     | Abstentions    | 8 072        | 20,96        | 9 688       | 25,13       |  |
| Votants        | Votants                         | Votants        | 30 447       | 79,04        | 28 865      | 74,87       |  |
| Blancs et nuls | Blancs et nuls                  | Blancs et nuls | 915          | 3,01         | 2 453       | 8,5         |  |
| Exprimés       | Exprimés                        | Exprimés       | 29 532       | 96,99        | 26 412      | 91,5        |  |

Pierre Chédor était suppléant de Jean de Préaumont.

### Élections de 1978
| Candidat          | Candidat                        | Parti                | Premier tour | Premier tour | Second tour | Second tour |  |
| Candidat          | Candidat                        | Parti                | Voix         | %            | Voix        | %           |  |
| ----------------- | ------------------------------- | -------------------- | ------------ | ------------ | ----------- | ----------- |  |
|                   | Jean de Préaumont sortant réélu | RPR                  | 12 028       | 38,34        | 15 486      | 63,89       |  |
|                   | Paul Garson                     | UDF (CDS)            | 7 793        | 24,84        | 8 751       | 36,11       |  |
|                   | Chantal Perez                   | PS                   | 4 849        | 15,46        |             |             |  |
|                   | Jean-Louis Faure                | PCF                  | 2 692        | 8,58         |             |             |  |
|                   | Philippe Destombes              | Écologie 78          | 1 680        | 5,36         |             |             |  |
|                   | Marie-Reine Forest              | PSU (FA)             | 753          | 2,40         |             |             |  |
|                   | Myriam Baeckeroot               | FN                   | 547          | 1,74         |             |             |  |
|                   | Francis Martin                  | MDD                  | 378          | 1,20         |             |             |  |
|                   | Jack Marchal                    | PFN                  | 374          | 1,19         |             |             |  |
|                   | Christian Lecat                 | LO                   | 275          | 0,88         |             |             |  |
|                   | G. Parreaux                     | Divers droite (UNMP) | 1            | 0,00         |             |             |  |
|                   |                                 |                      |              |              |             |             |  |
| Inscrits          | Inscrits                        | Inscrits             | 39 951       | 100,00       | 39 954      | 100,00      |  |
| Abstentions       | Abstentions                     | Abstentions          | 8 273        | 20,71        | 11 190      | 28,01       |  |
| Votants           | Votants                         | Votants              | 31 678       | 79,29        | 28 764      | 71,99       |  |
| Blancs et nuls    | Blancs et nuls                  | Blancs et nuls       | 308          | 0,97         | 4 527       | 15,74       |  |
| Exprimés          | Exprimés                        | Exprimés             | 31 370       | 99,03        | 24 237      | 84,26       |  |
| Source : Le Monde |                                 |                      |              |              |             |             |  |

Pierre Chédor, conseiller de Paris, était suppléant de Jean de Préaumont.

### Élections législatives de 1981
|                | Jean de Préaumont sortant réélu | RPR (UNM)      | 14 565 | 56,90  |  |  |  |
|                | Hélyette Zéboulon               | PS             | 6 443  | 25,17  |  |  |  |
|                | Jean-Marie Benoist              | Divers droite  | 2 109  | 8,24   |  |  |  |
|                | José Espinosa                   | PCF            | 1 130  | 4,41   |  |  |  |
|                | Philippe Destombes              | MÉP            | 805    | 3,14   |  |  |  |
|                | Jean-François Galvaire          | FN             | 547    | 2,14   |  |  |  |
|                |                                 |                |        |        |  |  |  |
| Inscrits       | Inscrits                        | Inscrits       | 37 897 | 100,00 |  |  |  |
| Abstentions    | Abstentions                     | Abstentions    | 12 143 | 32,04  |  |  |  |
| Votants        | Votants                         | Votants        | 25 754 | 67,96  |  |  |  |
| Blancs et nuls | Blancs et nuls                  | Blancs et nuls | 155    | 0,6    |  |  |  |
| Exprimés       | Exprimés                        | Exprimés       | 25 599 | 99,4   |  |  |  |

Pierre Chédor était suppléant de Jean de Préaumont.